# República Socialista Soviètica de Geòrgia
La República Socialista Soviètica de Geòrgia (RSS de Geòrgia) és el nom que va rebre Geòrgia quan va formar part de la Unió Soviètica des del 1936 fins al 1991. Es va constituir com a República Socialista Soviètica el 25 de febrer de 1921. Des del 12 de març de 1922 fins al 5 de desembre de 1936 va ser part de l'RSS de Transcaucàsia juntament amb l'RSS d'Armènia i l'RSS de l'Azerbaidjan. El 1931, quan la República Socialista Soviètica d'Abkhàzia va perdre el seu estatut transformant-se en la República Socialista Soviètica Autònoma d'Abkhàzia, integrada en l'RSS de Geòrgia. El 15 de novembre de 1990 es va canviar el nom i va passar a anomenar-se República de Geòrgia, mentre continuava dins l'URSS durant un any abans de declarar-se independent amb la dissolució de la Unió Soviètica.
En rus, Geòrgia s'anomena Gruziya.

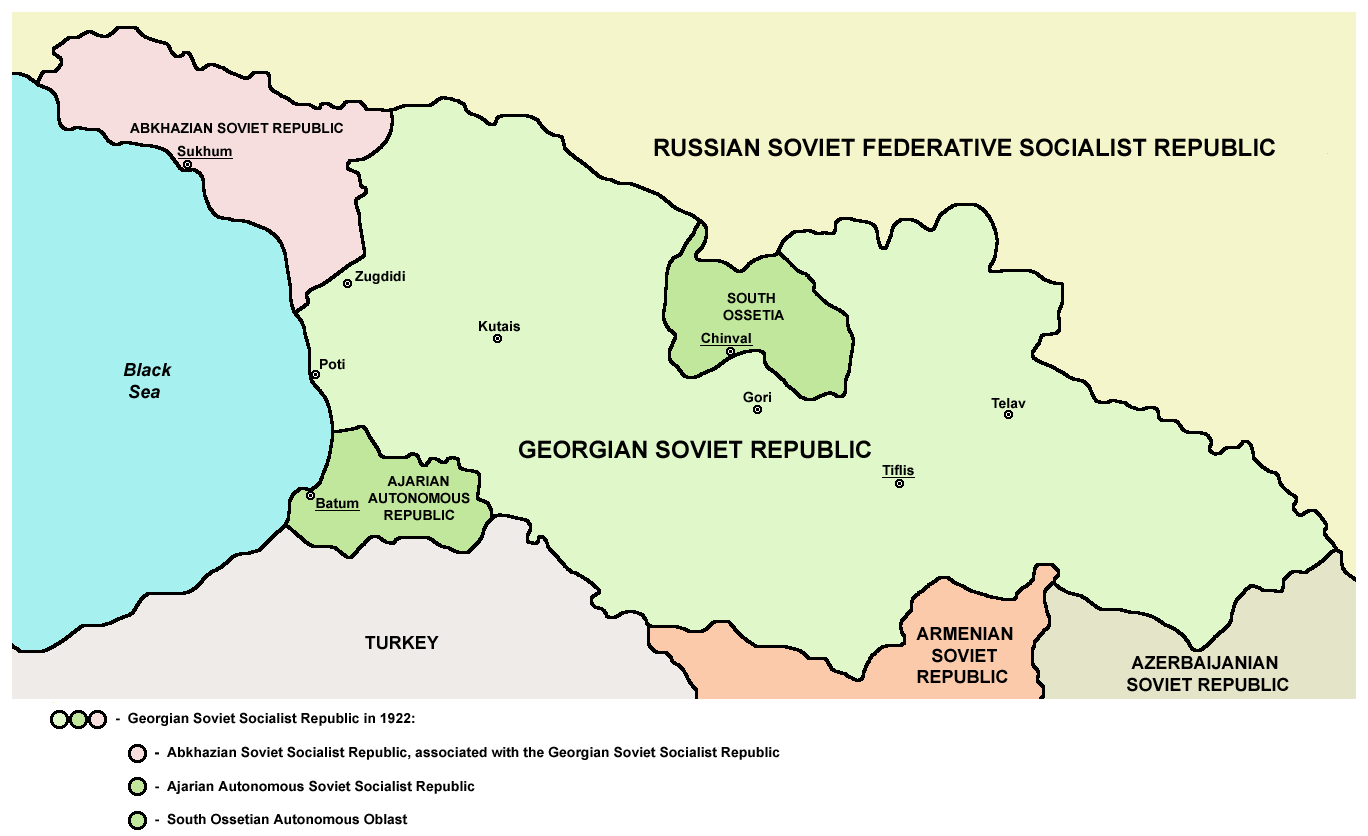
L'RSS de Geòrgia l'any 1922
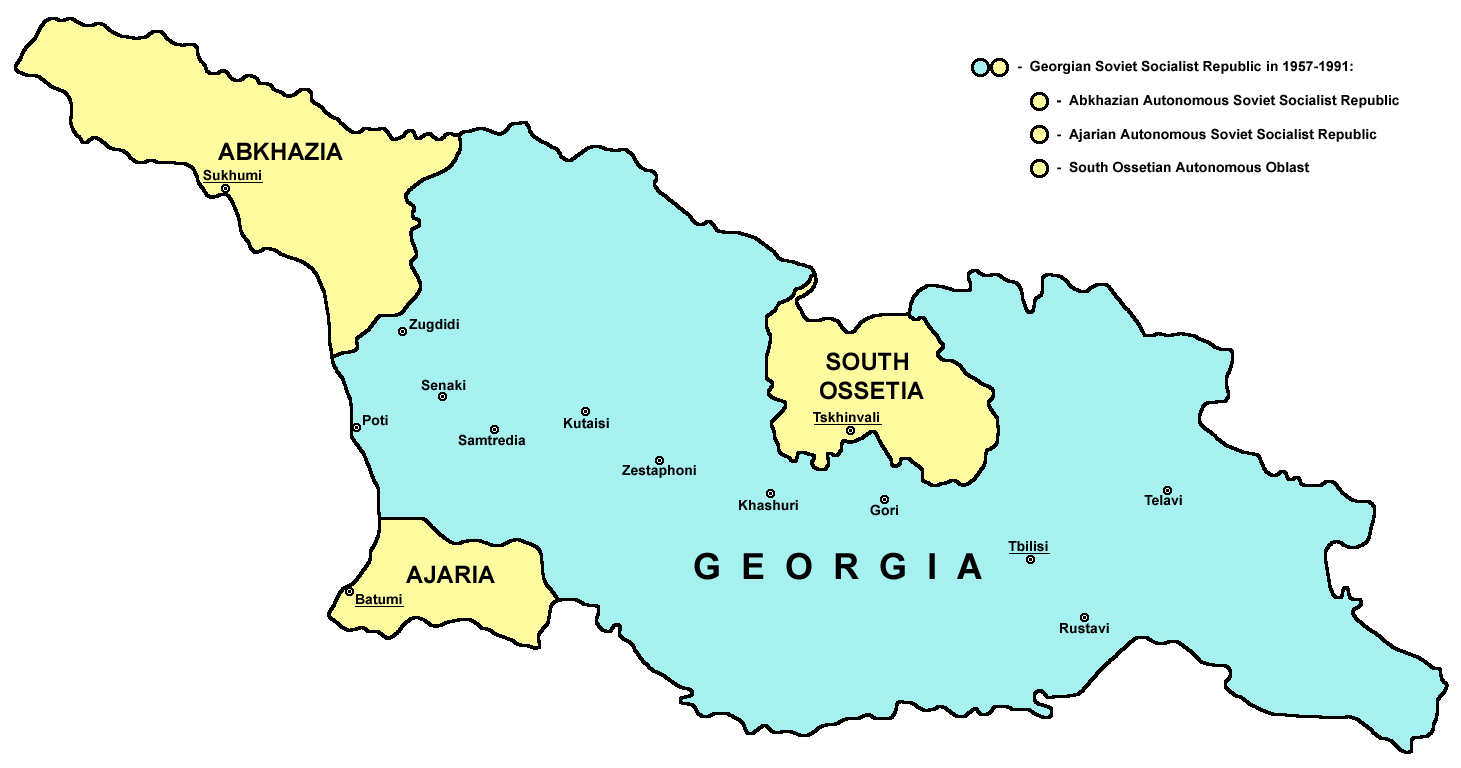
L'RSS de Geòrgia entre 1957 i 1991